# Spoorlijn Zutphen - Glanerbrug

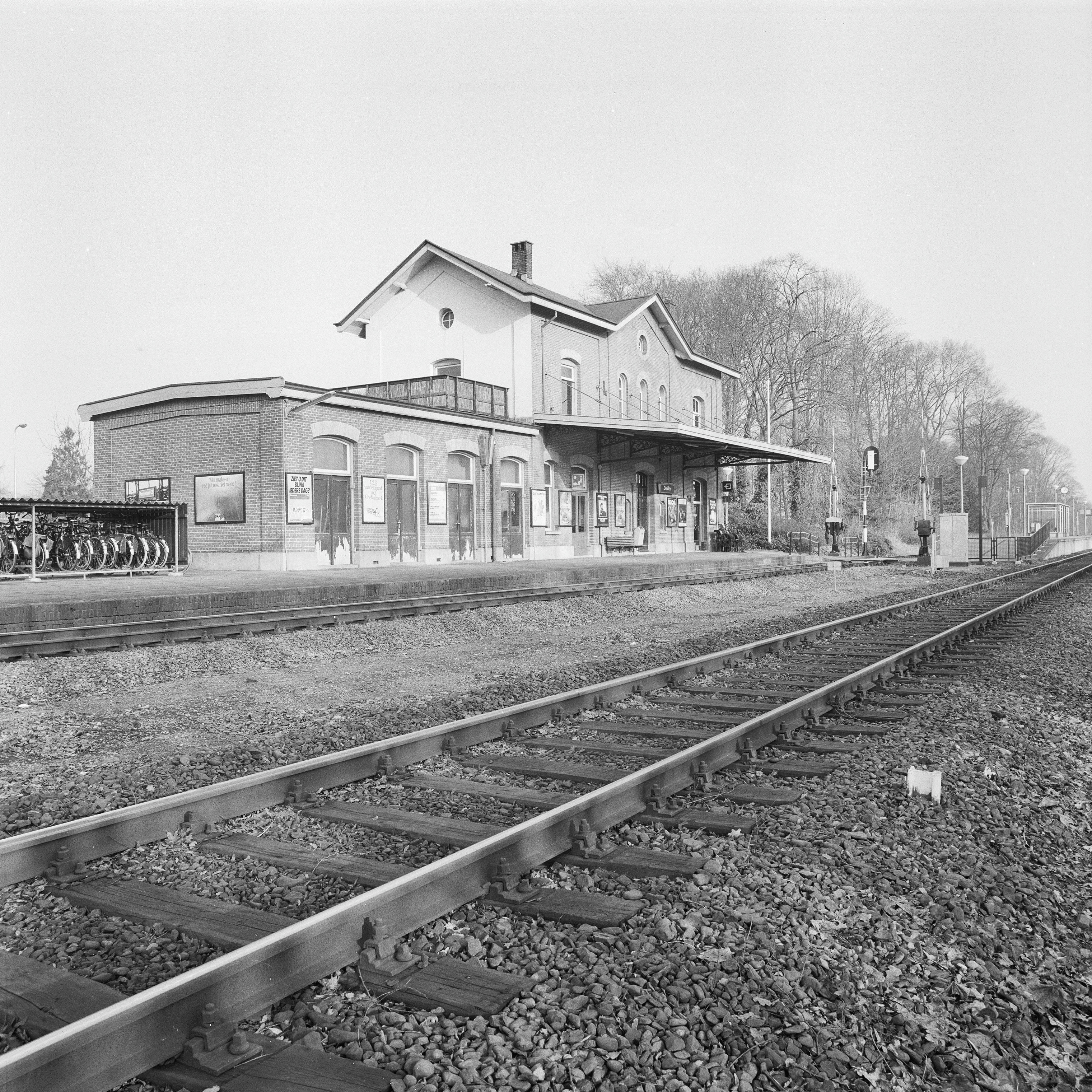
Station Delden, perronzijde; februari 1988.

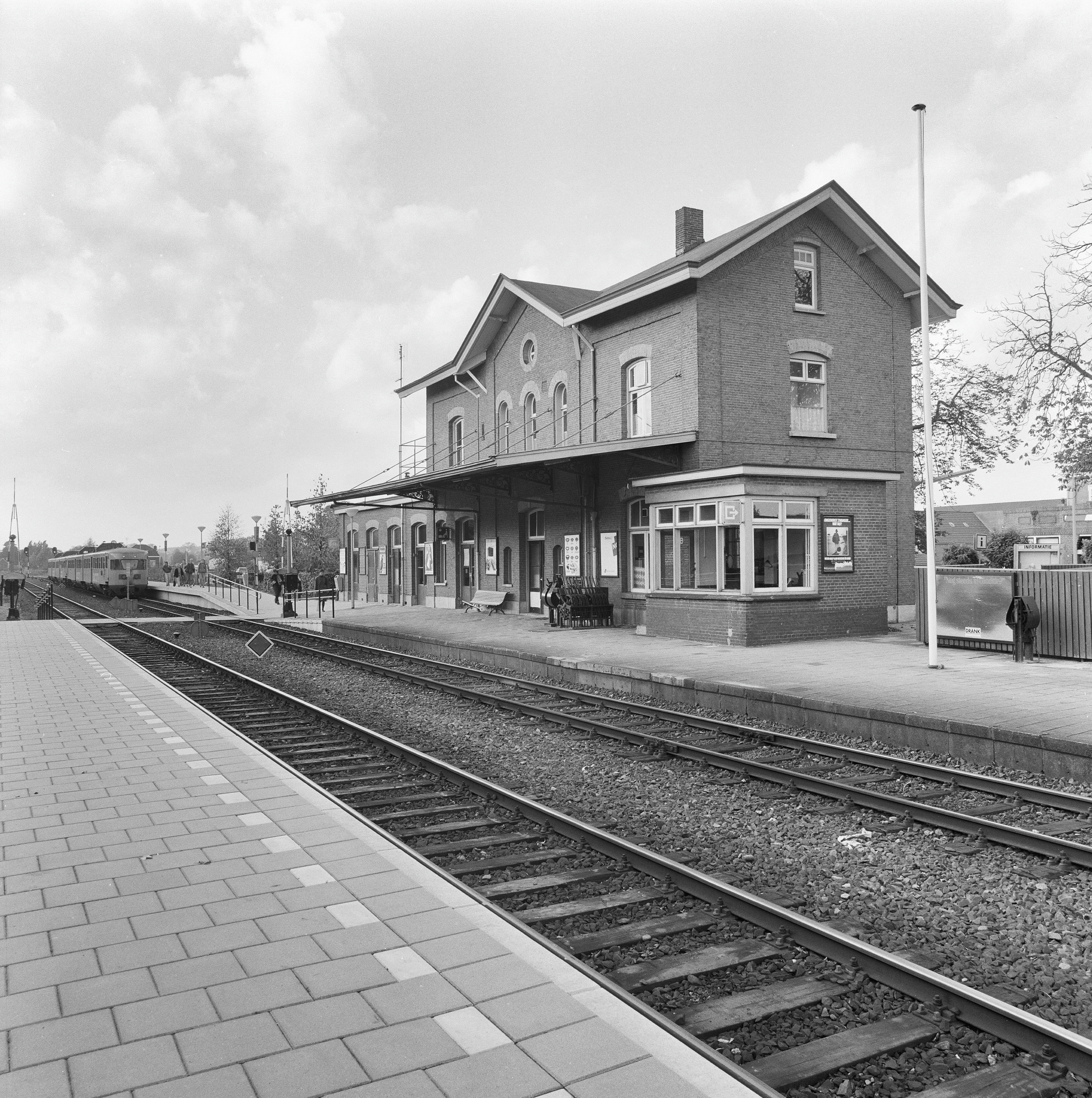
Station Goor, perronzijde; oktober 1987.

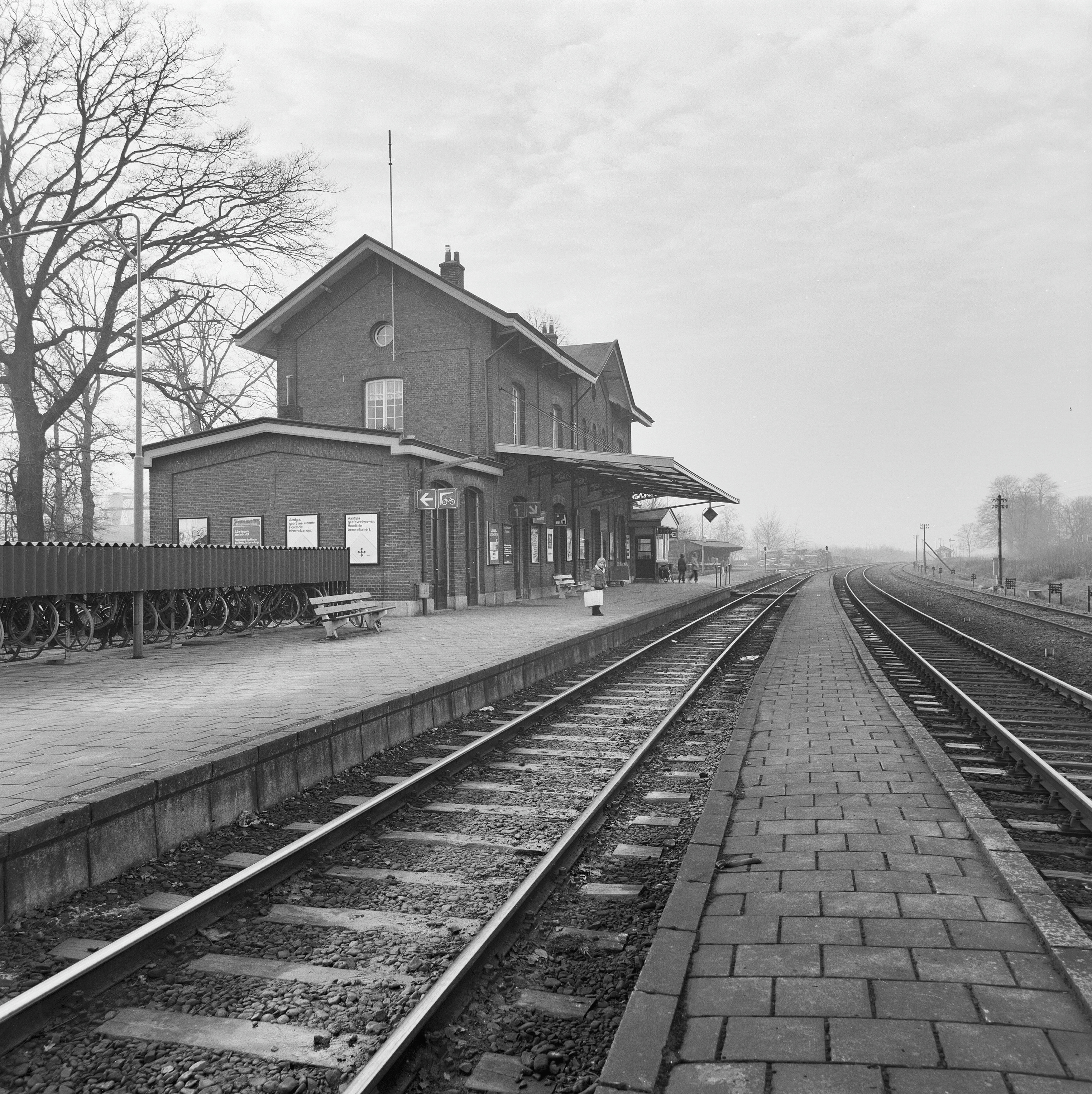
Station Lochem, perronzijde; januari 1974.

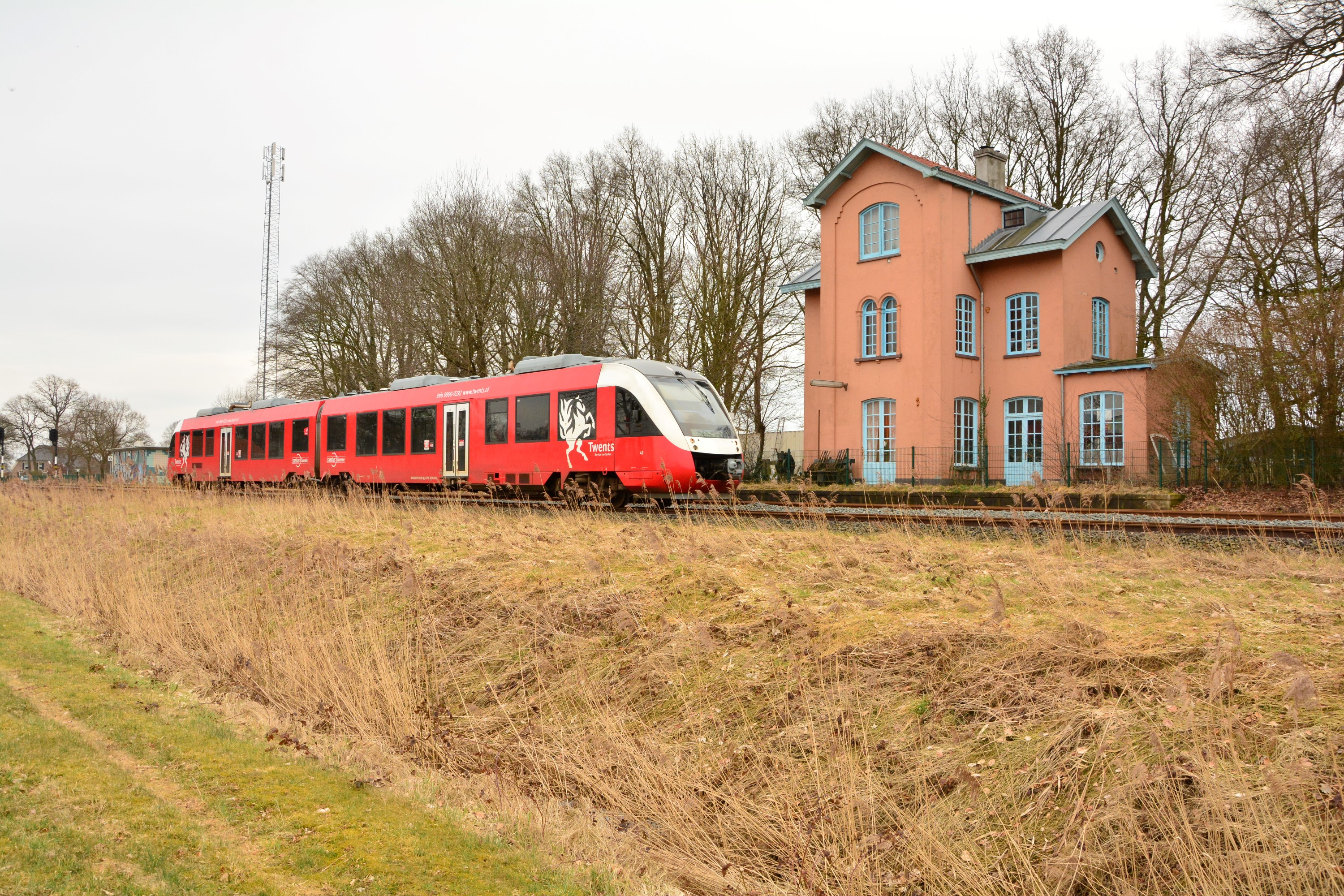
Syntus 43 passeert het voormalige station Laren-Almen; 10 maart 2018.

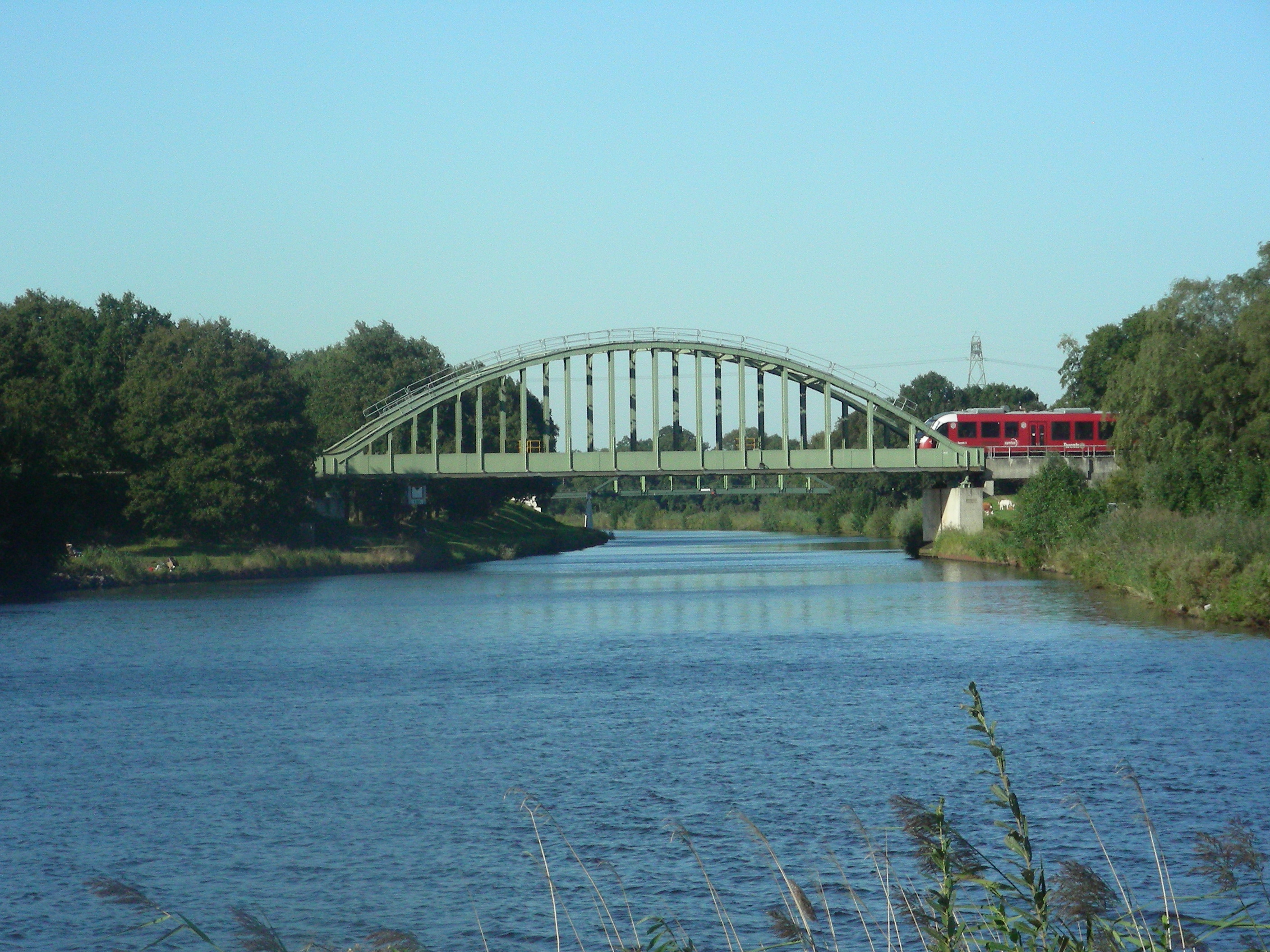
Spoorbrug bij Wiene over de zijtak van het Twentekanaal naar Almelo; 29 september 2013.

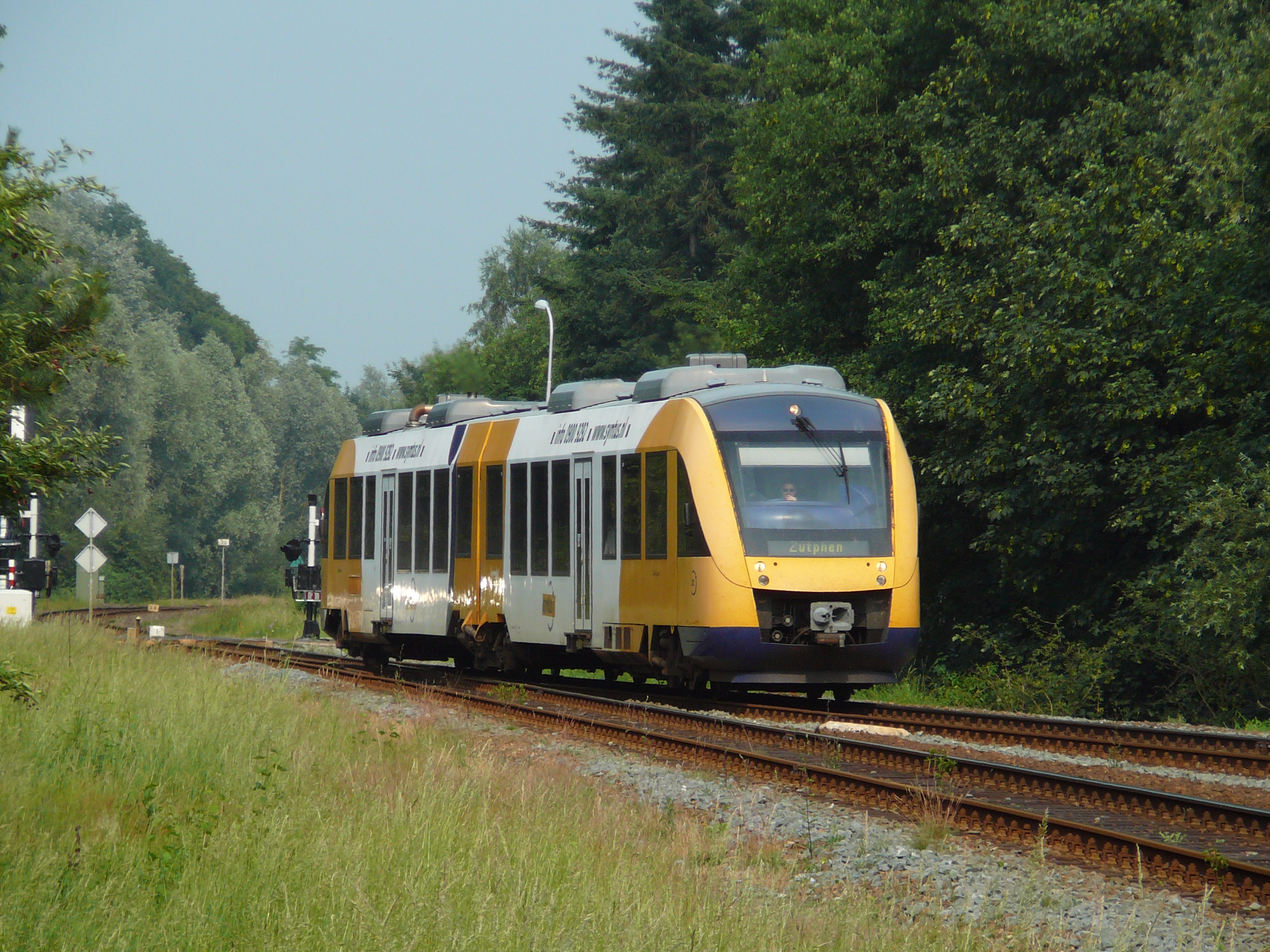
LINT treinstel 22 van Syntus, onderweg van Oldenzaal naar Zutphen bij de overgang van enkel- naar dubbelspoor bij Eefde, 10 juni 2007.

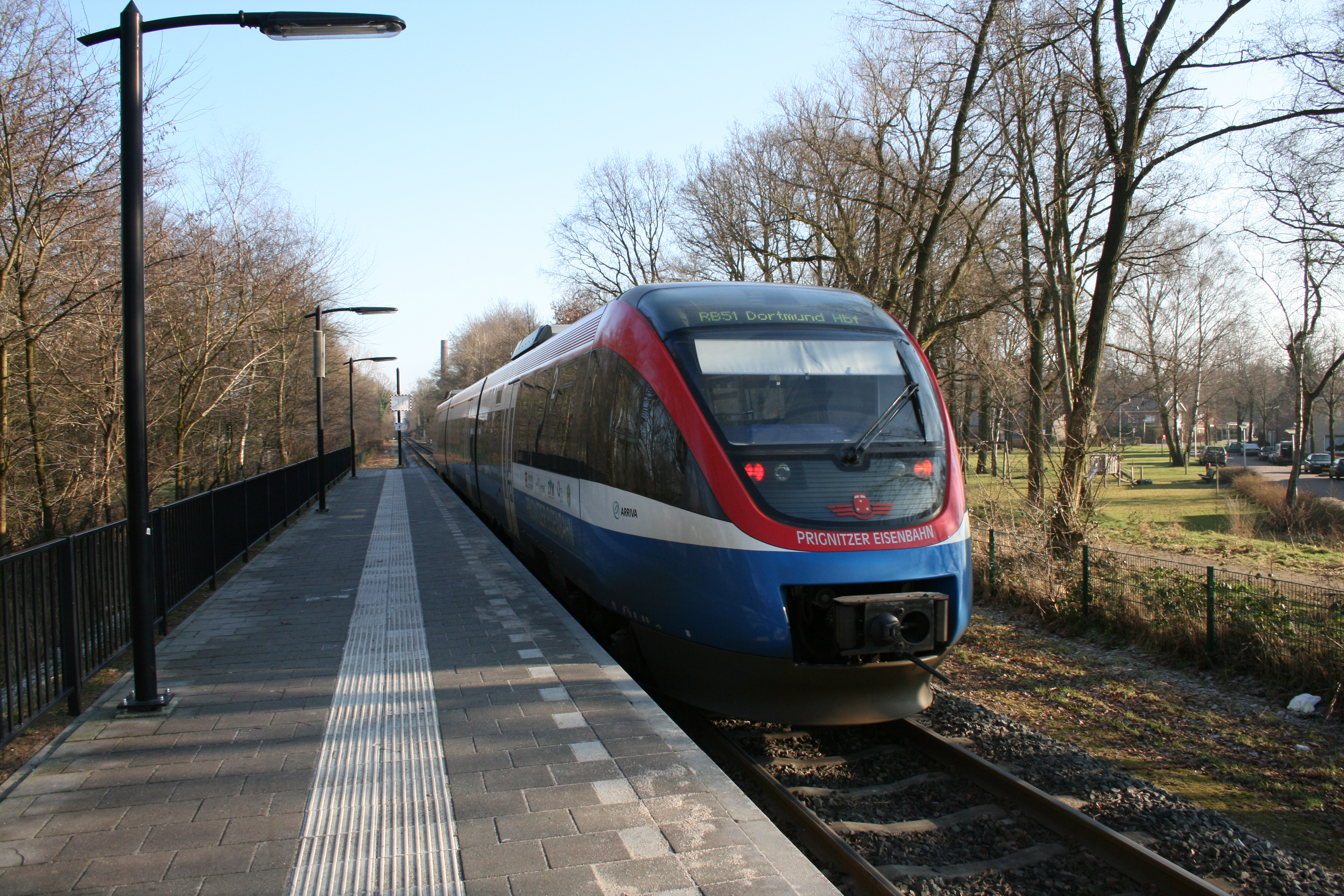
Talent-treinstel van de PEG te Glanerbrug; 30 januari 2009.

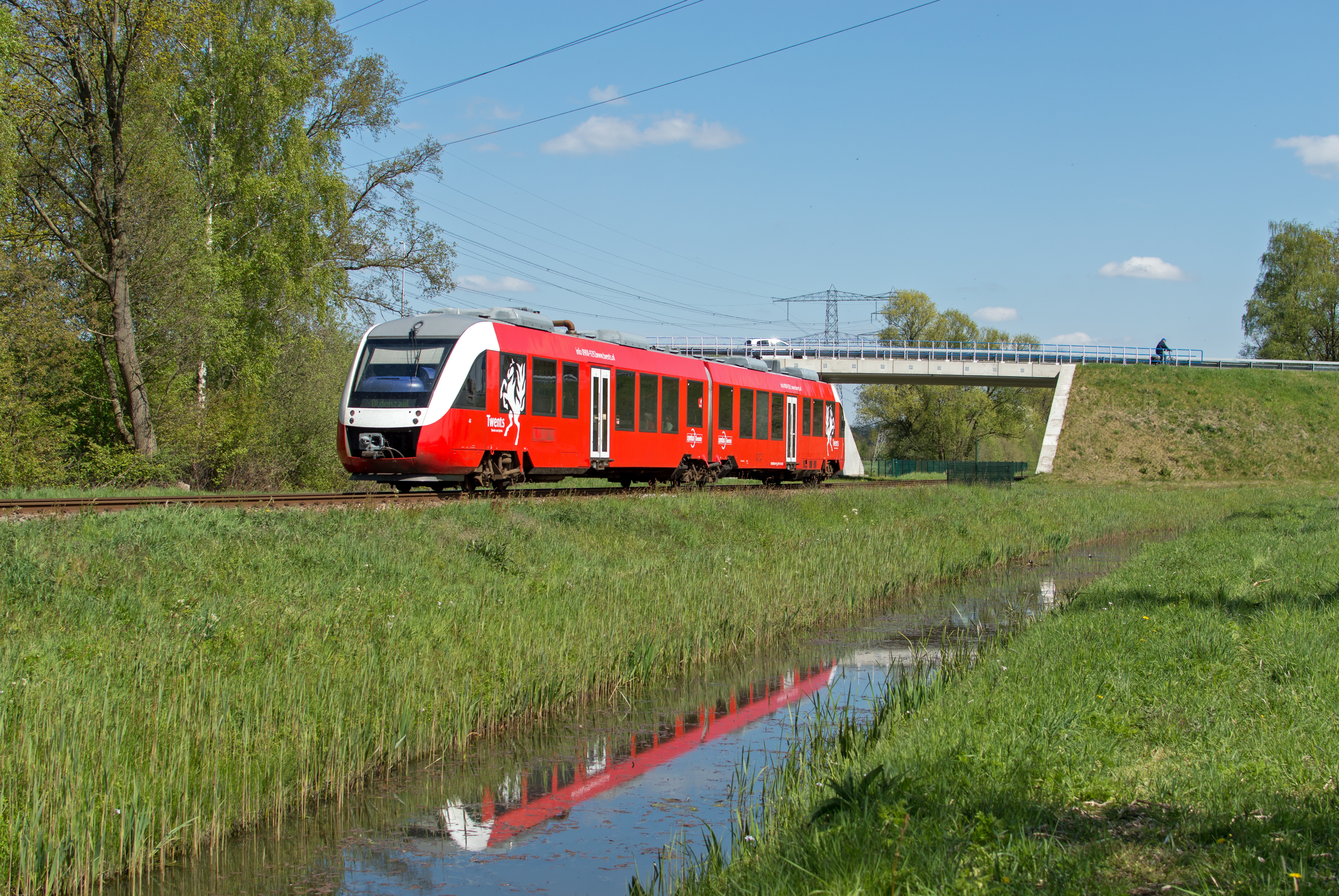
Syntus Lint 41 als stoptrein 31245 naar Oldenzaal, ter hoogte van Lochem; 2 mei 2015.

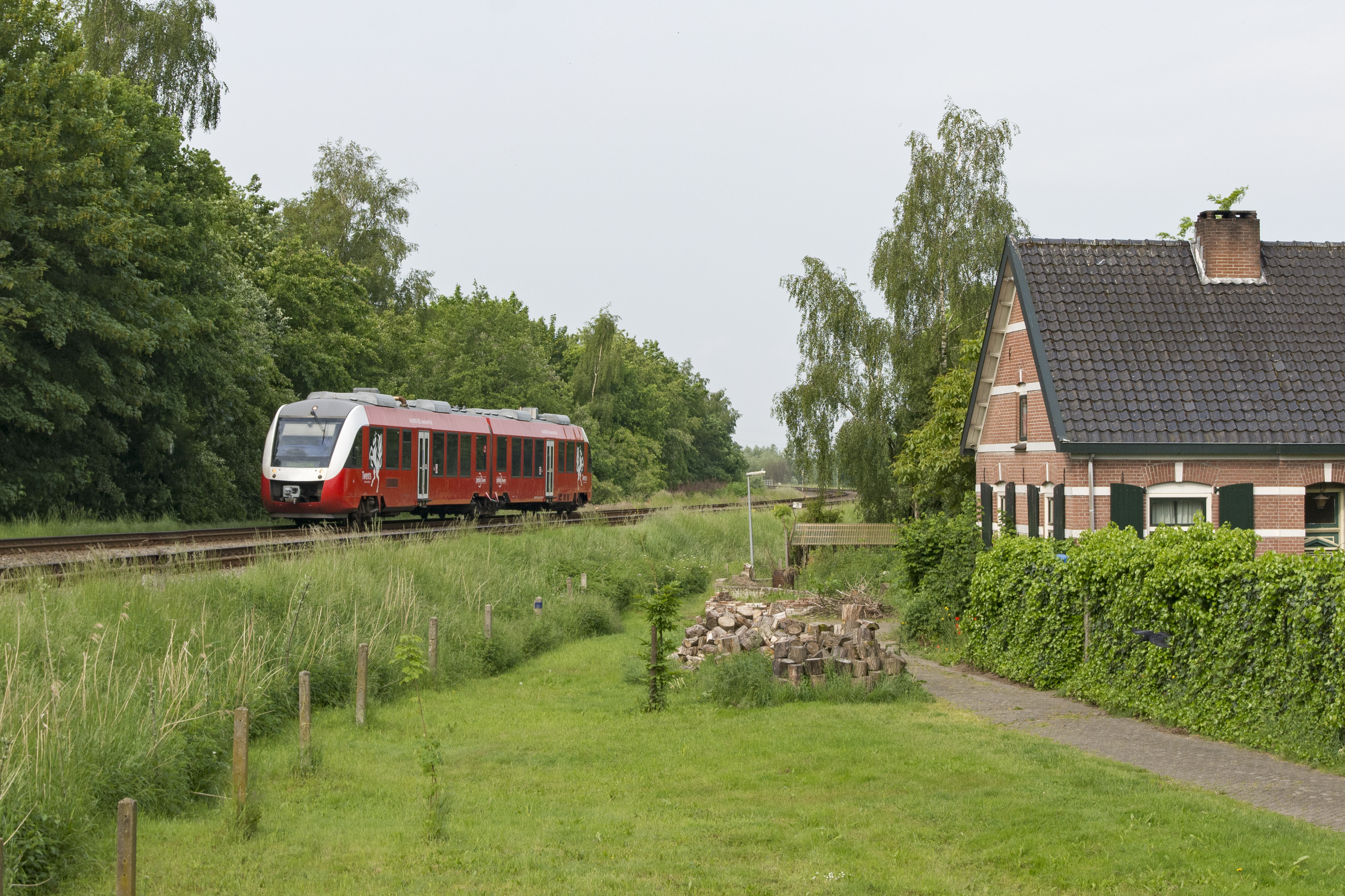
Syntus Lint 43 rijdt als trein 31225 door Eefde naar Oldenzaal; 29 mei 2016.

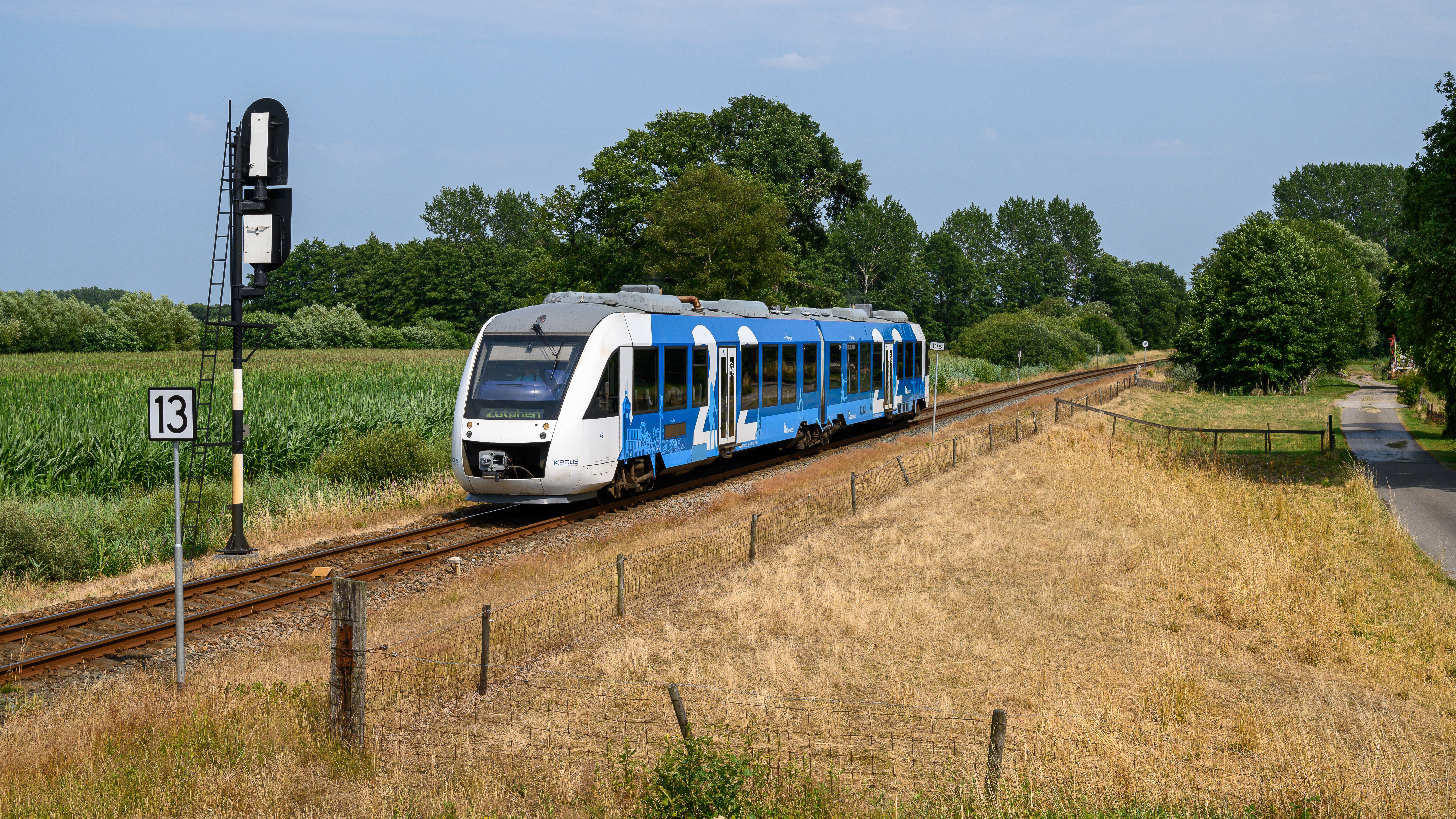
Keolis Blauwnet Lint 42 als stoptrein 31256 uit Oldenzaal en onderweg naar Zutphen te Laren-Almen; 20 juli 2022.

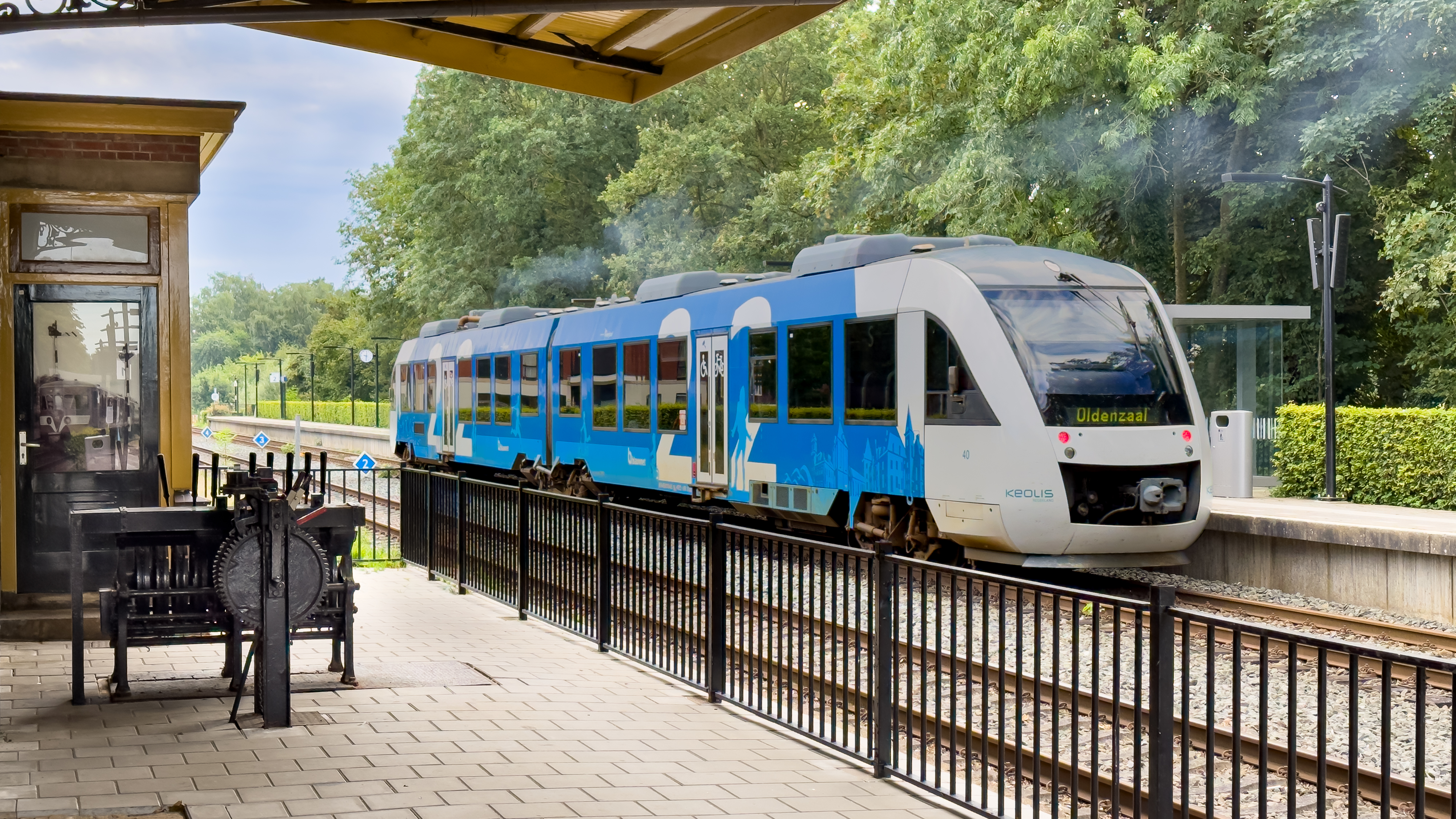
Vanaf station Goor vertrekt Keolis Lint 40, als trein 31223 naar Oldenzaal. De vroegere bediening staat tentoongesteld op het perron; 16 augustus 2023.

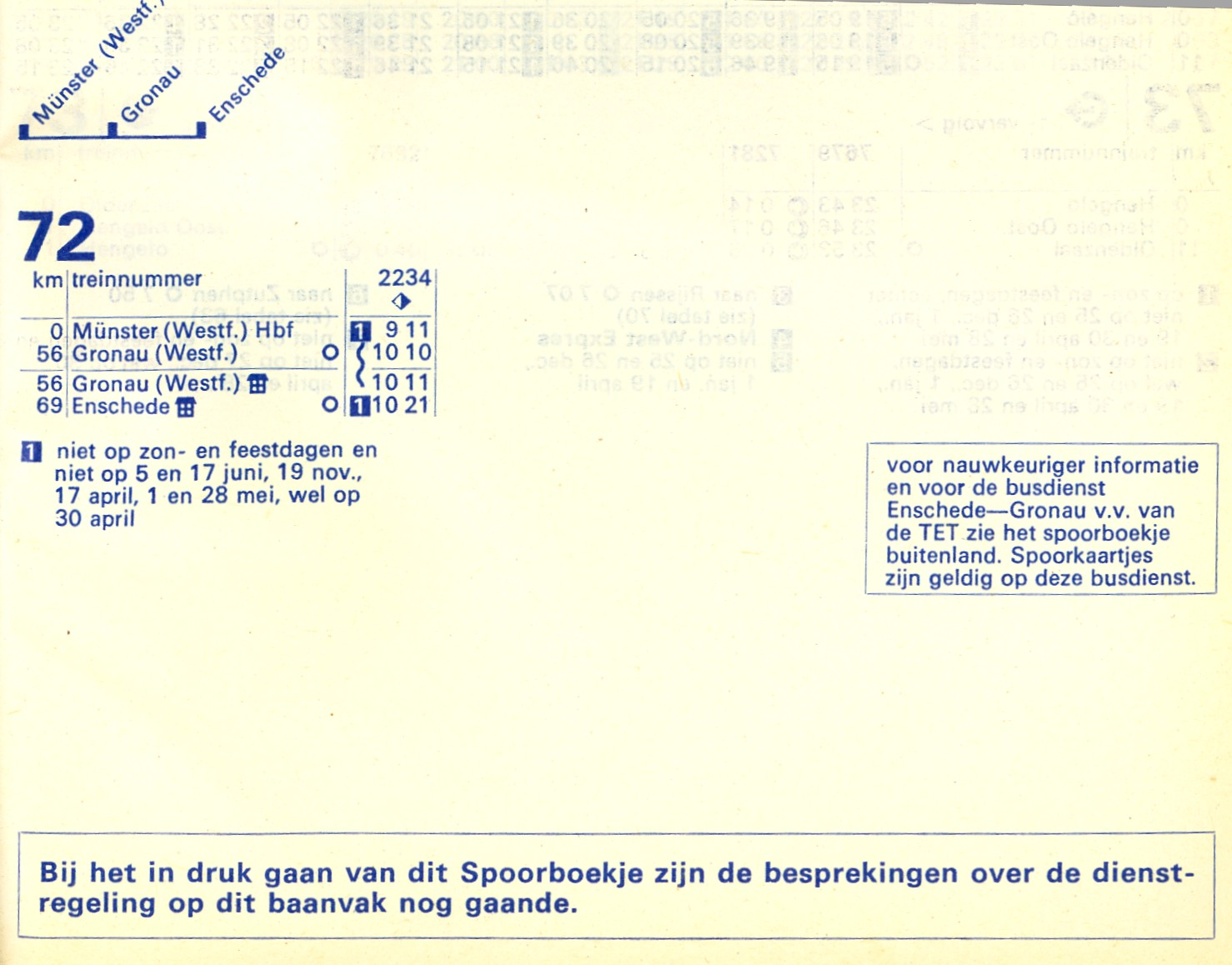
Fragment van tabel 72 uit het Spoorboekje '80/'81. Duidelijk te zien is dat er nog slechts één trein per dag rijdt en dat het de bedoeling is de spoorlijn zo spoedig mogelijk te sluiten.

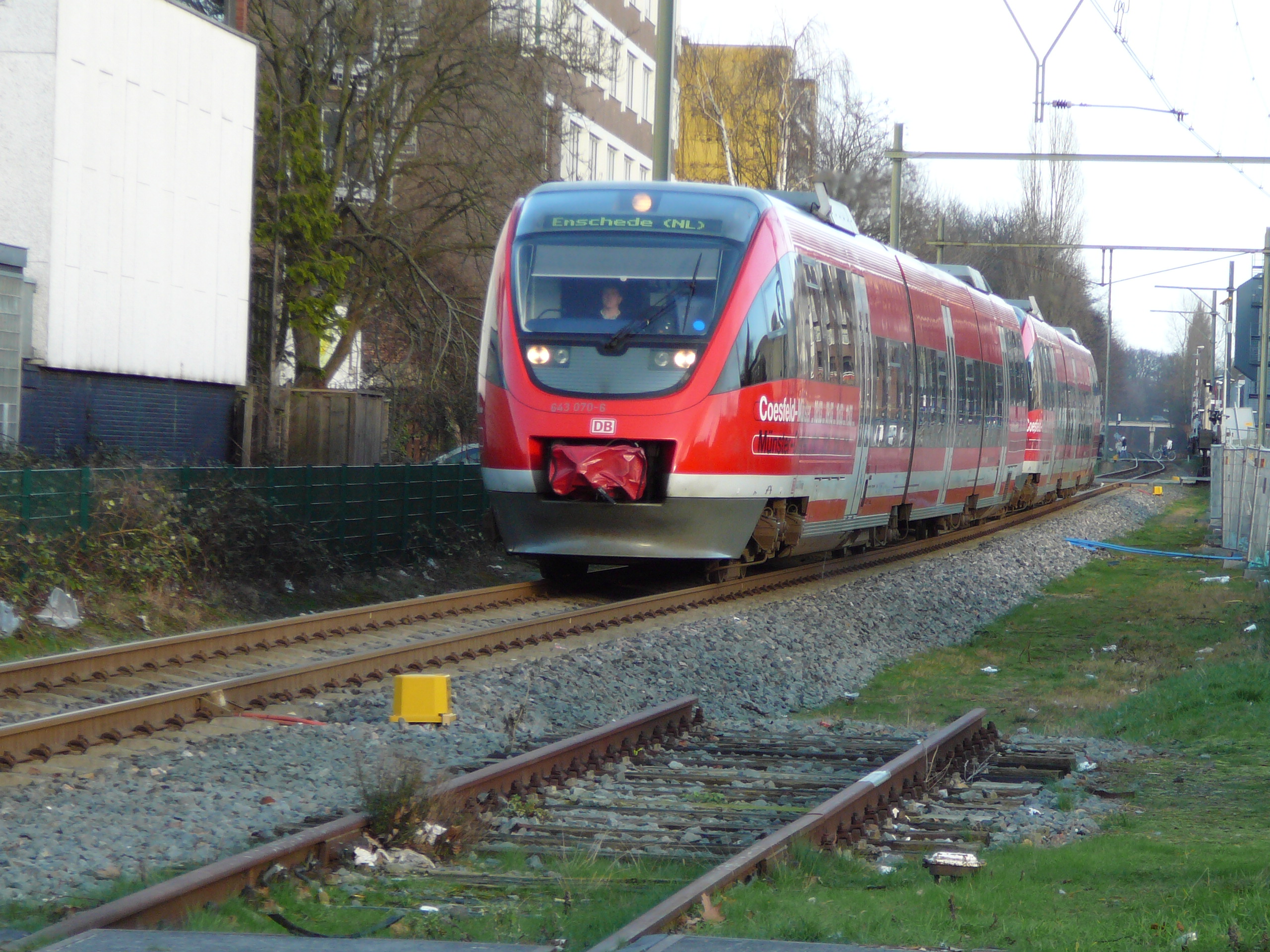
Treinstel 643 070 6 van de Regionalbahn Westfalen komt op 3 februari 2007 vanuit Münster (Westf.) Enschede binnenrijden. Op de voorgrond is het 'einde' van het Nederlandse baanvak te zien. Op de achtergrond is te zien dat treinen enkele honderden meters onder de bovenleiding konden doorrijden om te rangeren.

Staatslijn D is de volgens de Wet op de Aanleg van Staatsspoorwegen van 18 augustus 1860 door de Staat der Nederlanden aangelegde spoorweg tussen de plaatsen Zutphen – Hengelo – Enschede – Glanerbrug. Het stuk tussen Zutphen en Hengelo wordt ook wel Twentekanaallijn genoemd, aangezien de spoorlijn parallel aan het in de jaren dertig aangelegde Twentekanaal ligt.

## Geschiedenis
Omdat de spoorwegbouw in Nederland relatief langzaam op gang kwam, besloot de Staat in 1860 om tussen de belangrijkste Nederlandse plaatsen zelf spoorlijnen aan te leggen. Voor de ontsluiting van Twente en een verbinding met Duitsland werd Staatslijn D geprojecteerd. De lijn zou Zutphen met Hengelo, Enschede en Duitsland verbinden.
De spoorlijn werd in fasen geopend:
- 1 november 1865: Zutphen – Hengelo
- 1 juli 1866: Hengelo – Enschede
- 1 januari 1868: Enschede – Glanerbrug

Twee weken voordat het eerste deel van de lijn geopend werd, kwam in 1865 echter de spoorlijn Almelo - Salzbergen gereed. Deze spoorlijn was aangelegd door de particuliere Spoorweg-Maatschappij Almelo-Salzbergen (AS) en verbond Almelo en Hengelo met de belangrijke spoorlijn naar Hannover. De doorgaande internationale treinen van de Staatsspoorwegen (SS) reden na het gereedkomen van Staatslijn D merendeels via de lijn van de AS bij Oldenzaal de grens over. Dit was de eerste tien jaar sowieso nodig, aangezien de spoorlijn tussen Glanerbrug en Gronau pas in 1875 gereedkwam. De spoorlijn was vooral van belang voor het goederenvervoer.
Toen de HSM de exploitatie op de KNLS-spoorlijn Deventer - Almelo en de AS-lijn naar Duitsland overnam, kreeg deze maatschappij in 1892 de kortste rechtstreekse verbinding tussen Amsterdam en Berlijn in handen. Hiermee verdween het belang van Staatslijn D grotendeels.
Het baanvak Hengelo – Enschede is als enige gedeelte van het traject in 1951 geëlektrificeerd. Het traject maakte toen al jarenlang deel uit van de belangrijkste verbinding tussen de Randstad en Twente.
Tussen Enschede en Gronau reden enkele treinen per dag, wat later verminderd werd tot één trein per dag, zodat het niet meer mogelijk was een dagje heen en weer te reizen van Enschede naar Gronau. De trein vertrok vanaf spoor 4 oostzijde en dat deel van het perron was afgesloten voor de grenscontrole. Op 27 september 1981 reed de laatste trein op dit traject. Het spoor werd daarna niet meer onderhouden maar om strategische redenen niet opgebroken. Twintig jaar later, in 2001, werd de spoorlijn weer in bedrijf gesteld en sindsdien rijden er twee treinen per uur. Er werden bovendien twee stations geopend: Enschede De Eschmarke en Glanerbrug. De verbinding met het Nederlandse spoorwegnet werd na de heropening verbroken. Er is geen verbinding tussen de oost- en westzijde van spoor 4 en een doorgaande trein van Gronau naar Hengelo is niet meer mogelijk.
In het kader van het prestigieuze plan Rail 21 uit 1988 werd het traject Zutphen – Hengelo na bijna 125 jaar weer genoemd als belangrijke internationale schakel. Het traject zou dubbelsporig en geëlektrificeerd worden. Zo kon het een onderdeel van de Eurocityverbinding Den Haag – Utrecht – Arnhem – Zutphen – Hengelo – Osnabrück – Hannover worden. Net als de meeste projecten van Rail 21 is dit project niet uitgevoerd. Met de overname van de exploitatie van de reizigersdienst op het traject door Syntus in december 2003 blijft het traject vooralsnog een regionale zijlijn.
In 2013 pleitten vervoerdersorganisaties voor het opnieuw geschikt maken van het traject Zutphen – Hengelo voor goederenvervoer. Daarmee zou de meest efficiënte route van de haven van Rotterdam naar Duitsland worden gecreëerd.
Begin 2022 werden er in Overijssel en Gelderland testritten gehouden met een batterijtrein die de dieseltreinen zou kunnen vervangen. In september 2022 werd besloten dit treintype aan te schaffen. Vervolgens bleken de kosten hiervan hoger te zijn dan elektrificeren van enkele spoorlijnen. In juni 2023 maakte de provincie Overijssel bekend toch tot elektrificatie over te willen gaan. In april 2024 maakte de regering in Den Haag bekend alsnog 98 miljoen euro vrij te maken. In 2027 worden de spoorlijnen Zutphen – Hengelo en Enschede – Gronau geëlektrificeerd, waarna er in 2028 elektrische treinen gaan rijden. (Ook de spoorlijn Mariënberg - Almelo wordt geëlektrificeerd.)

## Stations en gebouwen
Langs de spoorlijn verschenen uiteraard de standaardstations van de Staatsspoorwegen. Wat opvalt is dat langs de spoorlijn Zutphen – Hengelo alle stationsgebouwen van de tussenstations bewaard zijn gebleven. Zelfs de gesloten stations Markelo en Laren-Almen staan er nog.
Door verwoestingen in de Tweede Wereldoorlog kregen Zutphen, Hengelo en Enschede in de jaren 50 een nieuw stationsgebouw. Pas 130 jaar na de opening van de spoorlijn is er voor het eerst een nieuw station geopend. Halverwege Hengelo en Enschede werd in 1996 Station Enschede Drienerlo (vanaf 13 december 2015 Enschede Kennispark) geopend. Bij de reactivering van de spoorlijn Enschede – Gronau in 2001 kreeg Enschede een tweede voorstadshalte: Enschede De Eschmarke. Op de plaats van het voormalige station Glanerbeek werd de nieuwe halte Glanerbrug geopend.
Op 9 december 2012 is er een nieuw station geopend aan deze lijn: Station Hengelo Gezondheidspark.
Hieronder een overzicht van alle stations langs de lijn (cursief: voormalig station):
| Station                 | Geopend | Huidig gebouw                                                                                   |
| ----------------------- | ------- | ----------------------------------------------------------------------------------------------- |
| Zutphen                 | 1865    | 1952, NS, 2e gebouw, uniek ontwerp van Schelling, bij opening type SS tweede klasse             |
| Nieuwstad               | 1890    | geen, station gesloten in 1918                                                                  |
| Eefde                   | 1890    | geen, station gesloten in 1932 en van 1918-1920                                                 |
| Laren-Almen             | 1865    | 1865, SS, 1e gebouw, type SS vijfde klasse nu in gebruik als woonhuis, station gesloten in 1938 |
| Lochem                  | 1865    | 1865, SS, 1e gebouw, type SS vierde klasse                                                      |
| Markelo                 | 1865    | 1865, SS, 1e gebouw, type SS vijfde klasse nu in gebruik als woonhuis, station gesloten in 1953 |
| Goor                    | 1865    | 1865, SS, 1e gebouw, type SS vierde klasse                                                      |
| Wiene                   | 1865    | geen, station gesloten in de jaren 20                                                           |
| Delden                  | 1865    | 1865, SS, 1e gebouw, type SS vierde klasse                                                      |
| Hengelo Gezondheidspark | 2012    | geen                                                                                            |
| Tuindorp-Nijverheid     | 1865    | geen, station gesloten in 1936                                                                  |
| Hengelo                 | 1865    | 1951, NS, 3e gebouw, uniek ontwerp van Schelling, bij opening type SS derde klasse              |
| Hengelo FBK stadion     | 1988    | geen, slechts enkele keren in gebruik geweest tijdens wedstrijden in FBK-stadion                |
| De Waarbeek             | 1927    | geen, station gesloten in 1936                                                                  |
| Enschede Kennispark     | 1996    | 1996, NS, 1e gebouw, uniek ontwerp                                                              |
| Enschede                | 1866    | 1950, NS, 2e gebouw, uniek ontwerp van Schelling, bij opening type SS derde klasse              |
| Hengeloschestraat       | 1868    | geen, station gesloten in jaren 30                                                              |
| Oldenzaalschestraat     | 1868    | geen, station gesloten in jaren 30                                                              |
| Enschede De Eschmarke   | 2001    | geen                                                                                            |
| Glanerbrug              | 1868    | geen, station gesloten 1875-1888 en 1950-2001                                                   |

Wachtposten vanaf Zutphen tot aan de splitsing bij Eefde (op 2,2 km) staan op de Lijst van wachtposten aan de spoorlijn Arnhem - Leeuwarden. Vanaf Eefde op de Lijst van wachtposten aan de spoorlijn Zutphen - Glanerbrug.

## Dienstregeling
Door de vrijwel gelijktijdige aanleg van de gunstig gelegen spoorlijn Almelo – Salzbergen is Staatslijn D vrijwel nooit als één doorgaande spoorlijn gebruikt. De meeste internationale treinen gingen na de opening van de spoorlijnen bij Oldenzaal de grens over en de regionale treinen reden voornamelijk tot Enschede.

### Zutphen – Hengelo
In het begin van de exploitatie reden over Staatslijn D de doorgaande internationale sneltreinen vanuit Amsterdam via Arnhem, Hengelo, Oldenzaal naar Berlijn. De grensovergang van de staatslijn bij Glanerbrug werd hierbij dus niet gebruikt. Toen de HSM de exploitatie op de spoorlijn van de AS overnam, behielden de Staatsspoorwegen het recht om over de lijn te rijden. De HSM had nu echter wel de mogelijkheid om rechtstreeks via de veel kortere route van Amsterdam via Apeldoorn en Almelo naar Duitsland te rijden. Dit betekende dan ook min of meer het begin van het einde van het (inter)nationale belang van Staatslijn D.
Lange tijd reed op het traject Zutphen – Hengelo – Enschede eenmaal per uur een stoptrein. Tot enkele jaren na de elektrificatie van het traject Zutphen – Arnhem in 1953 reed deze trein eenmaal per twee uur door als sneltrein naar Arnhem en van daaruit als stoptrein naar Roermond. Hierna werd een uurdienst Enschede – Zutphen – Apeldoorn gereden. Deze treinen reden tussen Zutphen en Apeldoorn gecombineerd met de trein van/naar Winterswijk. In 1970 werd deze treindienst opgesplitst zodat er elk half uur een trein tussen Zutphen en Apeldoorn reed. In de loop der tijd is de treindienst meerdere keren ingekort tot Enschede – Zutphen.
In mei 1997 werd de treindienst gewijzigd in een stoptreindienst tussen Zutphen en Oldenzaal. Op het traject Zutphen – Hengelo bleven de treinen slechts eenmaal per uur rijden. In 2003 heeft de regionale vervoerder Syntus de exploitatie op het traject overgenomen. De maatschappij rijdt sindsdien doordeweeks tot 20.00 uur een halfuurdienst over het gehele traject. Door een betere integratie met het busvervoer en een hogere frequentie van de treindienst is het aantal reizigers sterk gegroeid.
| Serie       | Treinsoort         | Route                         | Bijzonderheden          |
| ----------- | ------------------ | ----------------------------- | ----------------------- |
| 31200 RS 24 | Stoptrein (Arriva) | Zutphen – Hengelo – Oldenzaal | Onderdeel van Blauwnet. |

### Hengelo – Enschede
De spoorlijn tussen Hengelo en Enschede werd al spoedig ook door treinen uit Almelo en verder bereden. Enschede werd dan ook al snel het eindpunt van doorgaande sneltreinen uit Amsterdam, Rotterdam en Den Haag. Om deze reden werd het traject in aansluiting op de spoorlijn Amersfoort – Apeldoorn – Hengelo in 1951 geëlektrificeerd. Lange tijd hebben zowel de binnenlandse sneltreinen uit de Randstad als de stoptreinen uit Zwolle, Deventer en Zutphen Enschede als begin- en eindpunt.
Tussen het einde van de jaren 80 en 1996 werd de stoptreindienst uit Zwolle ingekort tot Almelo. In mei 1998 werd, zoals vermeld, de treindienst uit Zutphen verlegd naar Oldenzaal. Ook werd op dat moment de stoptreindienst uit Deventer ingekort tot Almelo. Vanaf december 2008 rijden de stoptreinen uit Deventer (– Apeldoorn) weer door naar Enschede. Samen met de intercity's uit de Randstad rijden er sindsdien zes treinen per uur per richting over het baanvak.
| Serie       | Treinsoort         | Route | Bijzonderheden |
| ----------- | ------------------ | --- | --- |
| 1700        | Intercity (NS)     | Den Haag Centraal – Gouda – Utrecht Centraal – Amersfoort Centraal – Apeldoorn – Deventer – Almelo – Hengelo – Enschede | Rijdt na 20:00 uur tussen Enschede en Utrecht Centraal en rijdt dan vanaf Utrecht Centraal door als Intercity 2800 naar Rotterdam Centraal. |
| 7000        | Sprinter (NS)      | Apeldoorn – Deventer – Almelo – Hengelo – Enschede                                                                      | Rijdt in de spits van/naar Enschede |
| 7900 RS 23  | Sprinter (Keolis)  | Zwolle – Almelo – Hengelo – Enschede                                                                                    | Onderdeel van Blauwnet |
| 17900 IC 23 | Intercity (Keolis) | Zwolle – Almelo – Hengelo – Enschede                                                                                    | Onderdeel van Blauwnet. Rijdt alleen op werkdagen overdag en 1x per uur.                                                                    |

### Enschede – Gronau
Gezien het belang van de grensovergang bij Oldenzaal werd de spoorlijn Enschede – Gronau vooral gebruikt voor het goederenvervoer. Er reden wel enkele doorgaande treinen tussen Münster en Amsterdam en Den Haag. Na de Tweede Wereldoorlog verdwenen de doorgaande treinen en in 1950 werd de spoorlijn gesloten voor reizigersvervoer. In navolging op de elektrifikatie van de spoorlijn Amersfoort – Enschede een jaar later werd de reizigersdienst hervat. Ook reden er nog altijd enkele doorgaande treinen tussen Amsterdam en Münster. In 1968 werd de laatste doorgaande trein opgeheven. Er reden nog zo'n vijf, later drie treinen per dag over het baanvak. De Deutsche Bundesbahn die het traject exploiteerde wenste de onrendabele lijn te sluiten. Vanaf 1976 reed daarom nog slechts één trein per dag per richting tussen Gronau en Enschede. Dit was het wettelijke minimum voor de exploitatie van een spoorlijn in Duitsland. Deze strategie werd door de DB vaker gevolgd. Het goederenvervoer op het traject werd in 1979 opgeheven. Het reizigersvervoer volgde twee jaar later op 27 september 1981. Hierna zijn er vooral in de jaren 80 nog enkele initiatieven geweest om de spoorlijn opnieuw in gebruik te nemen. Zo werd in 1985 door de vereniging BOREG (Bus Op Rails Enschede Gronau) een dag lang met een Engelse railbus gereden. Deze railbus, de RB002, kwam na proefritten in Zweden en Denemarken ook kort naar Nederland, tegen 14.000 gulden aan kosten. Deze railbus bestaat nog steeds en staat in Dundalk.
Twintig jaar later werd besloten de lijn alsnog te heropenen, maar door het achterstallig onderhoud was de lijn in slechte staat, en werd daarom in negen maanden geheel opnieuw aangelegd, om op 16 november 2001 weer in gebruik te worden genomen. Het heropende traject werd niet aangesloten op het Nederlandse spoorwegennet, maar loopt dood in station Enschede. Hierdoor kon op dit traject worden volstaan met alleen het Duitse beveiligingssysteem PZB.
Ter gelegenheid van 10 jaar treindiensten tussen Enschede en Münster werd op 24 en 25 september 2011 en ook tussen Münster en Coesfeld een Plandampf door de ZVM georganiseerd. Hierbij werden een aantal museumtreinen in de normale treindienst ingezet.
Op het traject tussen Enschede en Gronau wordt een halfuurdienst geboden door de uurdiensten van:

#### Prignitzer Eisenbahn
De Prignitzer Eisenbahngesellschaft (PEG, onderdeel van Arriva) reed tussen 15 december 2002 en 10 december 2011 tussen Enschede en Dortmund eenmaal per uur een trein als RB 51 "Westmünsterlandbahn".

#### DB Regionalbahn Westfalen
De DB Regionalbahn Westfalen reed tussen 12 december 2004 en 10 december 2011 tussen Enschede en Münster eenmaal per uur een trein als RB 64 "Euregiobahn Münsterland".
De DB Regio NRW rijdt sinds 11 december 2011 voor een periode van 15 jaar op de volgende trajecten:
| Serie       | Treinsoort                            | Route                                                                             | Bijzonderheden                                                                                 |
| ----------- | ------------------------------------- | --------------------------------------------------------------------------------- | ---------------------------------------------------------------------------------------------- |
| 20250 RB 51 | Stoptrein/Regionalbahn (DB Regio NRW) | Dortmund Hbf – Preußen – Lünen Hbf – Coesfeld (Westf) – Gronau (Westf) – Enschede | Westmünsterland-Bahn Dortmund-Lünen 2x per uur, van/naar Enschede en in het weekend 1x per uur |
| 20180 RB 64 | Regionalbahn (DB Regio NRW)           | Münster (Westf) Hbf – Steinfurt-Burgsteinfurt – Gronau (Westf) – Enschede         | Euregio-Bahn                                                                                   |

#### OV-chipkaart
Voor het gebruik van de OV-chipkaart kon tot 9 december 2017 gebruikgemaakt worden van de NS kaartlezers op de perrons van de stations Enschede, Enschede De Eschmarke en Glanerbrug. Sinds 10 december 2017 staan er kaartlezers van Blauwnet.

## Materieelinzet

### Zutphen – Hengelo
Tussen Zutphen en Hengelo reden na het verdwijnen van de stoomtractie begin jaren 50 voornamelijk DE 5-treinstellen. Na het inkorten van de treindienst Enschede – Roermond tot Enschede – Apeldoorn eind jaren 50 namen de DE 1-motorrijtuigen en DE 2-treinstellen de treindienst over. In 1987 werden de treinstellen vervangen door Plan U-treinstellen. Deze waren vrijgekomen door de elektrificatie van het traject Zwolle – Emmen. Door de inzet van deze treinstellen en de aanpassingen aan het baanvak uit 1986 kon de treindienst met vijf minuten worden versneld.
In 2000 werd de treindienst tussen Zutphen en Hengelo overgenomen door het nieuwe Dieselmaterieel '90. De Plan U-treinstellen bleven nog enkele maanden tussen Hengelo en Oldenzaal pendelen. Toen ook dit traject beschikte over ATB Nieuwe Generatie werd de doorgaande treindienst Zutphen – Oldenzaal weer hersteld en verdween het Plan U-materieel definitief uit Twente. In 2003 werd de treindienst overgenomen door Syntus. Deze maatschappij zette voornamelijk treinstellen van het type LINT in. Vanaf 10 december 2023 nam Arriva de treindienst over van Syntus. Bij deze overname werden treinstellen 36 en 39 t/m 45 vervangen door treinstellen 24 t/m 26, 28 t/m 30 en 32 die daarvoor bij Arriva Limburg reden. Deze werden aangevuld met twee Stadler GTW's uit het noorden (314 en 350).

### Hengelo – Enschede
De materieelinzet tussen Hengelo en Enschede is divers. De NS rijden voornamelijk met VIRM, DDZ en Koplopers als intercity's en SNG als sprinter. Verder rijdt Blauwnet met FLIRT treinstellen.

### Enschede – grens
Tussen Enschede en de Duitse grens wordt de treindienst uitgevoerd met Duits materieel. De concessie voor de dienst vanaf Enschede naar Duitsland is in handen van DB Regio. DB Regio zet hier dieseltreinstellen van het type Talent in.